# Talita Antunes
Talita Antunes da Rocha (Aquidauana, 29 de agosto de 1982) es una jugadora de voleibol de playa brasileña.

## Carrera
Talita empezó a jugar voleibol de salón a los 14 años. A los 19 años se pasó al voleibol de playa y fue descubierta por Jacqueline Silva, con quien formó su primer dúo en 2001. Talita y Silva inicialmente jugaron torneos nacionales antes de ganar el Campeonato Sudamericano en 2002. Con Maria Clara Salgado Rufino, Talita ganó la medalla de bronce en el Mundial Sub-21 de Catania. También hizo su primera aparición en el Circuito Mundial de Voleibol de Playa en 2002 con Renata Ribeiro, cuando alcanzó el noveno lugar en el Vitória Open. En 2004 disputó el Abierto de Fortaleza con Tatiana Minello y un torneo Challenger con María Clara.
En 2005, Talita forma dúo permanente con Renata. En su primer año juntas en el World Tour, comenzaron con dos novenos puestos en Shanghái y Osaka. Después de eso casi siempre llegaron a estar entre los diez primeros lugares. En el torneo Open de San Petersburgo llegaron por primera vez a la final, que perdieron ante Juliana / Larissa. El mismo resultado ocurrió en Montreal. En el Abierto de Atenas, Talita/Renata lograron la revancha y celebraron su primera victoria en un torneo. La siguiente victoria final se produjo en Bali, esta vez contra Shelda Bedê y Adriana Behar. Talita/Renata quedaron cuartas en Salvador (Bahía) y Ciudad del Cabo. Al final de la temporada, Talita fue nombrada «Mejor Novata» por la FIVB. En los primeros torneos del World Tour en 2006, Talita/Renata quedaron varias veces en quinto lugar y en San Petersburgo terminaron en cuarto lugar. En el Open de Varsovia sólo se perdieron los diez primeros. Inmediatamente después del torneo en Polonia, llegaron a la siguiente final en Porto Santo, que perdieron ante Juliana/Larissa tras un 36:38 en el primer set. A finales de año en Acapulco volvieron a estar en la final y perdieron ante el dúo estadounidense Walsh / May-Treanor.

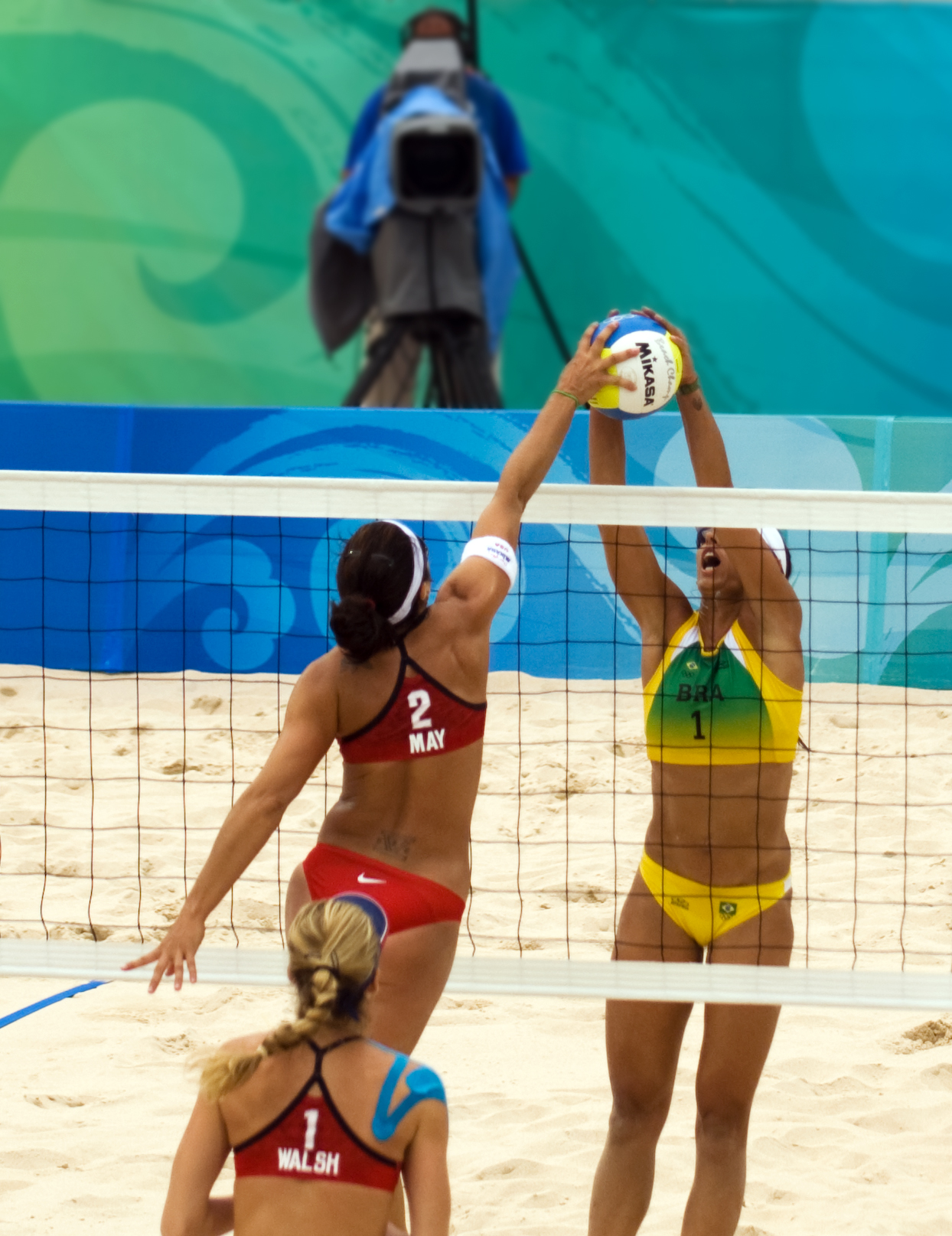
Talita en las semifinales olímpicas de 2008 contra Walsh/May-Treanor.

A principios de la temporada 2007, tras un tercer puesto en Shanghái, ganaron el torneo de Sentosa ante las chinas Tian Jia y Wang Jie. Después de eso hubo un quinto, cuarto y tercer puesto, así como dos Grand Slams más débiles en París y Stavanger. En el Open de Marsella, Talita/Renata se impusieron en la final a Xue Chen y Zhang Xi. Luego llegaron como primeras de grupo a los octavos de final del Campeonato Mundial de Gstaad, donde perdieron ante el dúo alemán Pohl / Rau. En el resto del World Tour se consiguieron cuatro quintos puestos consecutivos y al final un séptimo puesto en Phuket. En los dos primeros torneos de 2008 hubo una final contra Juliana/Larissa; En Adelaida estas últimas se impusieron, en Shanghái ganaron Talita/Larissa. También lograron resultados entre los diez primeros en todos los demás torneos del Circuito Mundial 2008. Se clasificaron para los Juegos Olímpicos de Pekín 2008. Allí ganaron sus partidos de la ronda preliminar, así como de los octavos de final y los cuartos de final. En las semifinales tuvieron que admitir la derrota ante las antiguas y nueva campeones olímpicos Walsh/May-Treanor y perdieron también el partido por el tercer puesto contra Xue Chen y Zhang Xi. Luego terminaron su carrera juntas con el séptimo lugar en el Guarujá Open.
En 2009 Talita formó un nuevo dúo con Maria Antonelli. Después de un 13.º lugar en Brasilia, Talita/Antonelli llegaron a la final de tres torneos consecutivos. En Shanghái derrotaron a las chinas Wang Jie y Zuo Man y en Seúl a la dupla estadounidense Kessy / Ross, mientras que en Osaka perdieron ante Juliana/Larissa. En el Mundial de Stavanger llegaron invictos a las semifinales. Luego hubo dos duelos brasileños para Talita/Antonelli, que perdieron en el desempate contra Juliana/Larissa, pero luego ganaron el juego por la medalla de bronce contra Ana Paula y Shelda Bedê. Inmediatamente después del Mundial, Talita/Antonelli tuvieron su revancha contra Juliana/Larissa en la final de Gstaad. Después de algunos torneos con resultados entre el tercer y el quinto lugar, ganaron su siguiente final en Kristiansand, esta vez contra las hermanas austriacas Doris y Stefanie Schwaiger. Después de un tercer puesto en Åland, perdieron las dos últimas finales en 2009 contra sus rivales brasileñas. En 2010, Brasilia volvió a ser su primer torneo FIVB del año, esta vez también con una clasificación de dos dígitos. A esto le siguieron dos terceros y cuartos puestos antes de sufrir su siguiente derrota contra Juliana/Larissa en la final del Grand Slam en Stavanger. En el torneo siguiente en Marsella se impusieron en la final a las hermanas Schwaiger. Luego consiguieron el tercer puesto en Stare Jabłonki y Åland. La temporada terminó para ella con una victoria en el torneo de La Haya contra Zhang Xi y Xue Chen.

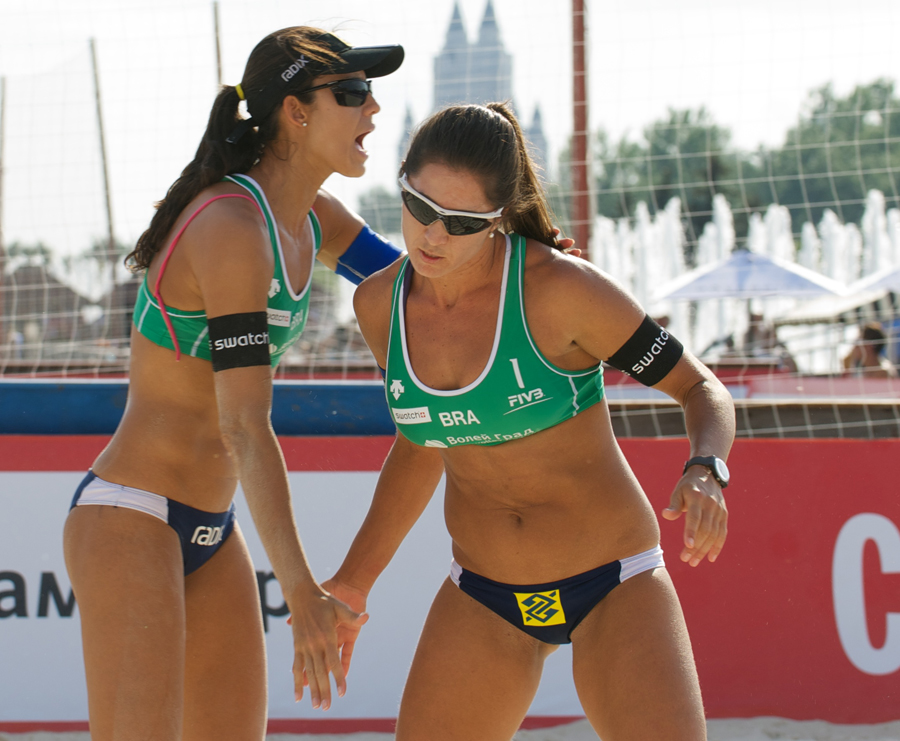
Talita con Maria Antonelli en el Grand Slam de Moscú en 2011.

Abrieron el World Tour 2011 con un quinto puesto en Brasilia y un tercer puesto en Sanya. También terminaron quintos en Shanhai, Mysłowice y Pekín. En el Mundial de Roma llegaron a cuartos de final como primeros de grupo y con dos victorias en el desempate, que perdieron también después de tres sets contra Zhang Xi y Xue Chen. Terminaron los siguientes tres Grand Slams en noveno, cuarto y quinto lugar. Ganaron el Abierto de Quebec en la final contra las hermanas Salgado, Maria Clara y Carolina. Luego jugaron cuatro veces seguidas el partido por el tercer puesto, que ganaron en Stare Jabłonki y La Haya. Al inicio del World Tour 2012 llegaron tres veces a la final. En Brasilia y Shanghái tuvieron que admitir la derrota ante Zhang Xi y Xue Chen, mientras que en Sanya derrotaron a Juliana/Larissa, dupla que se había proclamado campeona del mundo el año anterior. En el transcurso de la gira se consiguió un cuarto puesto en Moscú y un tercer puesto en Klagenfurt; También quedaron novenas en tres ocasiones. Talita/Antonelli se clasificaron para los Juegos Olímpicos de Londres 2012 como quintas en el ranking olímpico. Allí la dupla ganó su grupo preliminar, pero tuvo que admitir la derrota ante las checas Sluková / Kolocová en octavos de final. Tras el quinto puesto en Stare Jabłonki se separaron, al igual que Juliana/Larissa.
Talita formó un nuevo dúo con Taiana Lima en 2013. Después de terminar novenas en Fuzhou, Talita/Lima ganó el Grand Slam en Shanghái contra las hermanas Schwaiger. Siguieron otras victorias en torneos del World Tour 2013 en La Haya contra las hermanas Salgado, y en Roma contra Kessy/Ross. Sin embargo, en el Mundial de Stare Jabłonki fueron eliminadas como segundas de grupo en la primera ronda eliminatoria ante las alemanas Ludwig / Walkenhorst. Después del Mundial quedaron terceras en Gstaad, antes de ganar los Grand Slams en Long Beach contra las hermanas Salgado, y en Berlín contra el dúo alemán Holtwick / Semmler. Luego terminaron novenas dos veces y finalmente terminaron la temporada con una derrota en la final contra Walsh / Ross. Recibieron premios como Campeonas del Circuito Mundial y «Equipo del Año» de la FIVB, además de ser elegida «Reina de la Playa» de ese año. Al inicio de la temporada 2014 terminaron quintas dos veces y cuartas una vez. En Moscú perdieron la final contra Walsh / Ross. El Grand Slam de Berlín, en el que terminaron quintas, fue su último torneo juntas. Fue además campeona de los Juegos Suramericanos de 2014 junto a Taiana.

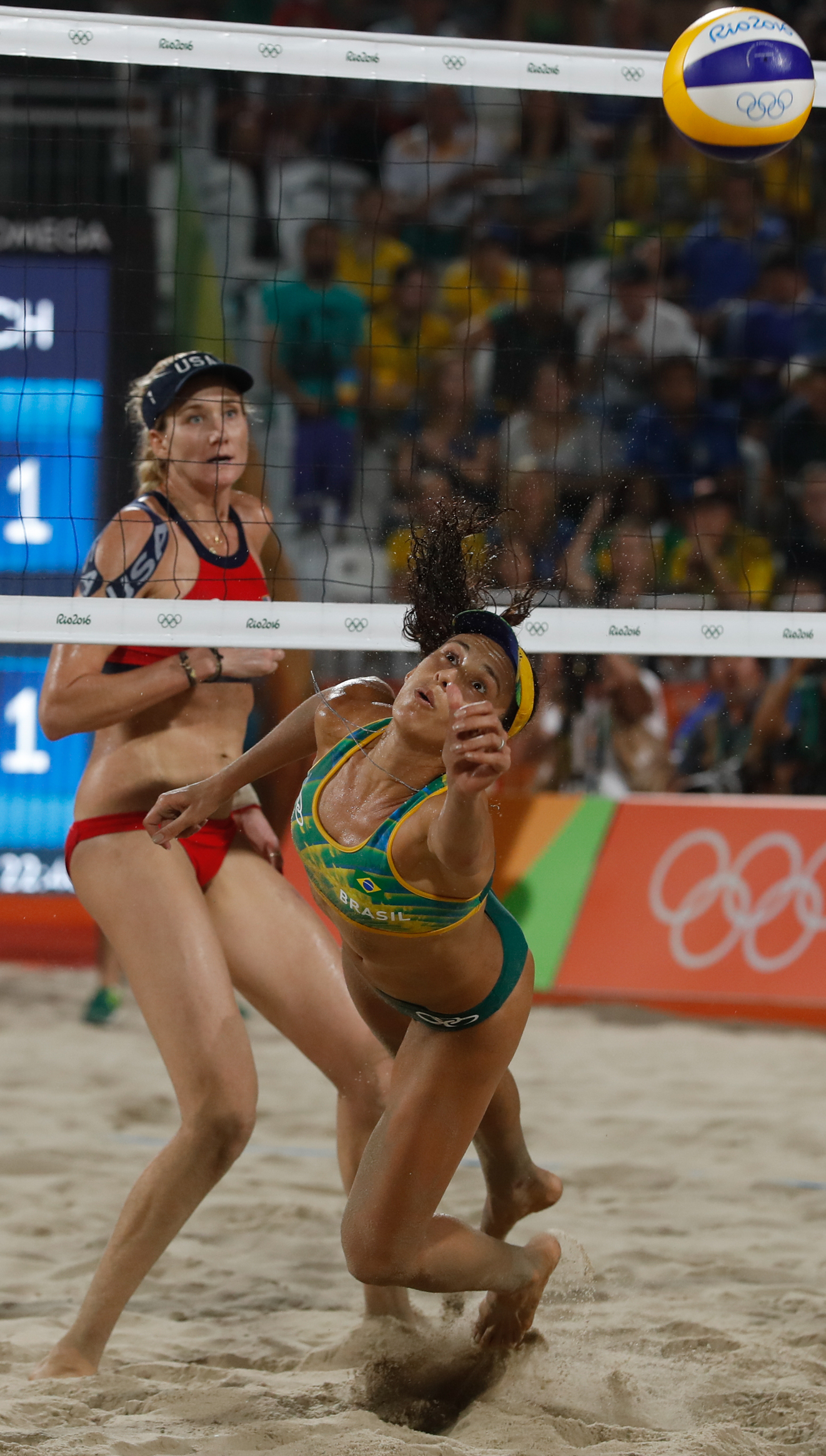
Talita en acción durante el partido por la medalla de bronce en los Juegos Olímpicos de Río de Janeiro 2016 (con Kerri Walsh detrás de la red).

Talita se reunió con Larissa, quien había decidido regresar al World Tour, con el objetivo de disputar los Juegos Olímpicos de Río de Janeiro 2016, a los cuales clasificaron automáticamente como equipo anfitrión. Después de dos novenos puestos en La Haya y Long Beach, Larissa/Talita celebraron su primera victoria juntas en un torneo FIVB en el Grand Slam de Klagenfurt. También ganaron los Grand Slams en Stare Jabłonki y São Paulo, así como el Open de Paraná. También lograron varias victorias en torneos de la gira nacional. En el Circuito Mundial 2015, Larissa/Talita ganaron el Grand Slam en Moscú y el Major de Poreč, victorias que las hicieron ser consideradas favoritas para el oro olímpico. En San Petersburgo quedaron novenas. En el Mundial de Países Bajos se enfrentaron a Juliana y Antonelli en octavos de final y quedaron eliminadas con una derrota por 1-2. Después de la Copa del Mundo, además del Grand Slam de Gstaad, ganaron todos los demás torneos en los que compitieron, incluida la final del World Tour en Fort Lauderdale. Esto los convirtió en el «Equipo del Año» de la FIVB.  Larissa/Talita comenzaron el Circuito Mundial 2015/16 con tres torneos en su país de origen. Terminaron novenos en Maceió y Río de Janeiro antes de ganar la final del Vitória Open contra Walsh/Ross. Los estadounidenses se vengaron en Moscú. En el Major de Hamburgo hubo un duelo por el tercer puesto, que ganaron las brasileñas. En el Grand Slam de Olsztyn, Larissa/Talita perdieron en la final ante las alemanas Ludwig/Walkenhorst. Después de terminar novenas en Poreč, derrotaron nuevamente a Walsh/Ross en el Major de Gstaad. En la disciplina vóley playa en los Juegos Olímpicos 2016, en la ronda preliminar y en los octavos de final contra las alemanas Borger/Büthe quedaron sin perder un set antes de obtener una reñida victoria por apenas un punto en los cuartos de final contra las suizas Heidrich/Zumkehr, antes de finalmente perder la semifinal contra las alemanas Ludwig / Walkenhosrt; las estadounidenses Walsh/Ross (la última de las cuales también venció a Talita en la semifinal de 2008) ganaron la medalla de bronce sobre el equipo en 3 sets.
En el World Tour 2017, Larissa/Talita terminaron entre los 5 primeros equipos y se convirtieron en campeonas del World Tour. Ganaron la medalla de bronce en el Campeonato Mundial de Viena.
Después de un año de descanso, Antunes volvió a jugar junto a Taiana Lima de 2019 a 2021. Las dos brasileñas lograron numerosos puestos entre los diez primeros en el World Tour. Destacaron un segundo lugar en el torneo 4 estrellas de Moscú 2019 y la victoria en el torneo 4 estrellas de Cancún 2021.
Desde finales de 2021 hasta agosto de 2022, Talita formó dúo con Rebecca Cavalcante. En los torneos Elite16 del recién creado World Beach Pro Tour 2022, Rebecca/Talita lograron el tercer lugar en Rosarito y el segundo lugar en Ostrava. En el Campeonato Mundial de Roma llegaron a la ronda principal como ganadores de su grupo preliminar. Aquí ganaron a sus compatriotas Taiana Lima y Hegeile Almeida, pero luego fueron eliminadas en octavos de final ante las canadienses Sarah Pavan y Melissa Humana-Paredes. Con Thamela Coradello, dieciocho años menor que ella, Talita ganó el torneo Elite16 en Ciudad del Cabo a principios de noviembre.